# Uroptychus thermalis
Uroptychus thermalis is een tienpotigensoort uit de familie van de Chirostylidae. De wetenschappelijke naam van de soort is voor het eerst geldig gepubliceerd in 1992 door Baba & de Saint Laurent.